# James David Stewart
Pour les articles homonymes, voir Stewart et James Stewart (homonymie).
James David Stewart (né le 15 janvier 1874, mort le 10 octobre 1933) est un homme politique canadien qui a été premier ministre de la province de l'Île-du-Prince-Édouard à deux reprises, de 1923 à 1927 et de 1931 à 1933.